# Dieter Brenninger
Dieter Brenninger (né le 16 février 1944 à Altenerding en Bavière) est un footballeur allemand (international ouest-allemand), qui évoluait au poste d'attaquant.

## Biographie

### Carrière en club
Né dans la ville bavaroise d'Altenerding, Dieter « Mucki » Brenninger commence le football dans le club de sa ville locale du SpVgg Altenerding. 
En 1962, il signe dans le grand club de sa région d'origine, les bavarois du Bayern Munich évoluant alors en Regionalliga Süd. En 1965, le Bayern est promu en Bundesliga. Il y remporte la DFB-Pokal à quatre reprises en 1966, 1967, 1969 et 1971. Brenninger remporte également le championnat en 1969. Son plus grand trophée remporté avec le club reste la coupe des coupes en 1967 contre les écossais du Rangers FC sur un score de 1-0.
Brenninger a joué un total de 190 matchs de Bundesliga avec le Bayern (pour 59 buts inscrits). 
En 1972, il est transféré au VfB Stuttgart après un bref passage chez les suisses des Young Boys de Berne. Avec le VfB, il dispute 81 rencontres de Bundesliga et y inscrit 15 buts.
À la fin de sa carrière, Brenninger joue avec le club amateur du TSV 1860 Rosenheim avant de finir dans son premier club formateur du SpVgg Altenerding.

### Carrière en sélection
Mucki Brenninger a disputé une seule rencontre avec l'Allemagne de l’Ouest le 10 mai 1969 au Franken-Stadion de Nuremberg contre l'Autriche lors d'un match de qualifications pour la coupe du monde 1970. Il est titulaire sur le front de l'attaque lors de ce match avant d'être remplacé par Georg Volkert (en) avec une victoire finale 1-0.

## Palmarès
Bayern Munich
| - Championnat de RFA (1) : - Champion : 1968-69. - Coupe de RFA (4) : - Vainqueur : 1965-66, 1966-67, 1968-69 et 1970-71. |  | - Coupe d'Europe des vainqueurs de coupe (1) : - Vainqueur : 1966-67. |